# Sofja Wałasiewicz
Sofja Alaksandrauna Wałasiewicz (biał. Соф'я Аляксандраўна Валасевіч, ros. Софья Александровна Волосевич, Sofja Aleksandrowna Wołosiewicz; ur. 9 sierpnia 1955 w Bobrowszczyźnie w rejonie głębockim) – białoruska pracowniczka kulturalno-oświatowa i polityk, w latach 1997–2000 członkini Rady Republiki Zgromadzenia Narodowego Republiki Białorusi I kadencji.

## Życiorys
Urodziła się 9 sierpnia 1955 roku we wsi Bobrowszczyzna, w rejonie głębockim obwodu witebskiego Białoruskiej SRR, ZSRR. W 1977 roku ukończyła Miński Instytut Kultury, uzyskując wykształcenie pracowniczki kulturalno-oświatowej. W latach 1977–1985 pracowała jako kierowniczka chóru, dyrektor Głębockiego Rejonowego Domu Kultury, dyrektor przedszkola kołchozu im. XXII Zjazdu Partii. W latach 1985–1992 była przewodniczącą Komitetu Wykonawczego Wiejskiej Rady Deputowanych (sielsowietu) wsi Koroby w rejonie głębockim, przewodniczącą Komitetu Wykonawczego Wiejskiej Rady Deputowanych wsi Udział w rejonie głębockim. Od 1992 roku pełniła funkcję dyrektor Głębockiego Domu Starców i Inwalidów. Była deputowaną do Głębockiej Rejonowej Rady Deputowanych. 13 stycznia 1997 roku została członkinią nowo utworzonej Rady Republiki Zgromadzenia Narodowego Republiki Białorusi I kadencji. Od 22 stycznia pełniła w niej funkcję członkini Komisji ds. Socjalnych. Jej kadencja w Radzie Republiki zakończyła się 19 grudnia 2000 roku.